# 히카리후루
〈히카리후루〉(일본어: ひかりふる)는 Kalafina의 12번째 싱글로, 2012년 10월 24일 SME Records에서 발매되었다.

## 수록곡
모든 작사·작곡과 편곡은 카지우라 유키

### 초회생산한정반·통상반
1. 히카리후루(ひかりふる) [4:51]

애니플렉스의 배급 영화《극장판 마법소녀 마도카☆마기카 [후편] 영원의 이야기》의 주제가
극반 "Sagitta luminis"(구제 테마)에 일본어 가사를 붙인 것.
1. 미래(未来) [4:32]

애니플렉스의 배급 영화《극장판 마법소녀 마도카☆마기카 [전편] 시작의 이야기》의 삽입곡
극반 "Credens justitiam"(토모에 마미의 테마곡)에 일본어 가사를 붙인 것.
1. Magia [quattro] [5:16]

애니플렉스의 배급 영화《극장판 마법소녀 마도카☆마기카 [전편] 시작의 이야기》의 엔딩 테마
애니플렉스의 배급 영화《극장판 마법소녀 마도카☆마기카 [후편] 영원의 이야기》의 삽입곡
1. 히카리후루 ~instrumental~

#### DVD (초회한정반 A만)
1. 히카리후루 (Music Clip)

#### BD (초회한정반 B만)
1. 히카리후루 (Music Clip)

### 기간 한정반
1. 히카리후루(ひかりふる)
2. 미래(未来)
3. Magia
4. 히카리후루 ~instrumental~
5. 미래 ~instrumental~
6. Magia [quattro] 〜instrumental〜

#### DVD
1. 히카리후루 (Music Video「Anime Movie Ver.」)